# Geheimbündelei
Geheimbündelei war im § 128 des deutschen StGB a.F. unter Strafe gestellt. Der Paragraph wurde in das preußische Strafgesetzbuch von 1851 aufgenommen, 1871 in das Reichsstrafgesetzbuch übernommen und schließlich durch das 8. Strafrechtsänderungsgesetz 1968 aufgehoben. (Ähnlich bis 1974 in Österreich: §§ 285ff. StG.)

## Vorschrift
1. Die Teilnahme an einer Verbindung, deren Dasein, Verfassung oder Zweck vor der Staatsregierung geheim gehalten werden soll, oder in welcher gegen unbekannte Obere Gehorsam oder gegen bekannte Obere unbedingter Gehorsam versprochen wird, ist an den Mitgliedern mit Gefängnis bis zu sechs Monaten, an den Stiftern und Vorstehern der Verbindung mit Gefängnis von einem Monat bis zu einem Jahre zu bestrafen.
2. Absatz 1 ist nicht anzuwenden, wenn die Verbindung eine politische Partei ist, die das Bundesverfassungsgericht nicht für verfassungswidrig erklärt hat.

## Rechtsgeschichte/Diskussion
Der Paragraph war gegen die Freimaurer (Strikte Observanz) gerichtet. Da die Vorschrift bereits 1968 aufgehoben wurde, ist sie kaum noch bekannt.

## Quelle
- Jürgen Holtorf: Die Logen der Freimaurer. Nikol, ISBN 3-930656-58-2, S. 58